# Sorja (Kamjanske, Pjatychatky)
Sorja (ukrainisch Зоря; russisch Заря Sarja, deutsch sinngemäß „Morgenröte“) ist eine Ansiedlung im Westen der ukrainischen Oblast Dnipropetrowsk mit 827 Einwohnern (2012). Bis 2016 hieß die Ortschaft Sorja Komunismu (ukrainisch Зоря Комунізму).
Die 1927 gegründete Ortschaft liegt im Rajon Kamjanske nahe der Fernstraße M 04 / E 50 und grenzt im Westen an das ehemalige Rajonzentrum Pjatychatky. Die nächstgrößere Stadt Schowti Wody befindet sich 25 km südwestlich von Sorja.
Am 12. Juni 2020 wurde die Ansiedlung ein Teil der neugegründeten Stadtgemeinde Pjatychatky, bis dahin bildete sie zusammen mit den Dörfern Kassyniwka (ukrainisch Касинівка), Ossykuwate (ukrainisch Осикувате), Petriwka (ukrainisch Петрівка) und Selenyj Luh (ukrainisch Зелений Луг) sowie der Ansiedlung Awanhard (ukrainisch Авангард) die gleichnamige Landratsgemeinde Sorja (Зорянська сільська рада/Sorjanska silska rada) im Zentrum des Rajons Pjatychatky.
Am 17. Juli 2020 kam es im Zuge einer großen Rajonsreform zum Anschluss des Rajonsgebietes an den Rajon Kamjanske.

## Bevölkerungsentwicklung
| 2001 | 2008 | 2009 | 2010 | 2011 | 2012 |
| ---- | ---- | ---- | ---- | ---- | ---- |
| 939  | 846  | 819  | 840  | 844  | 827  |